# Processie van Echternach

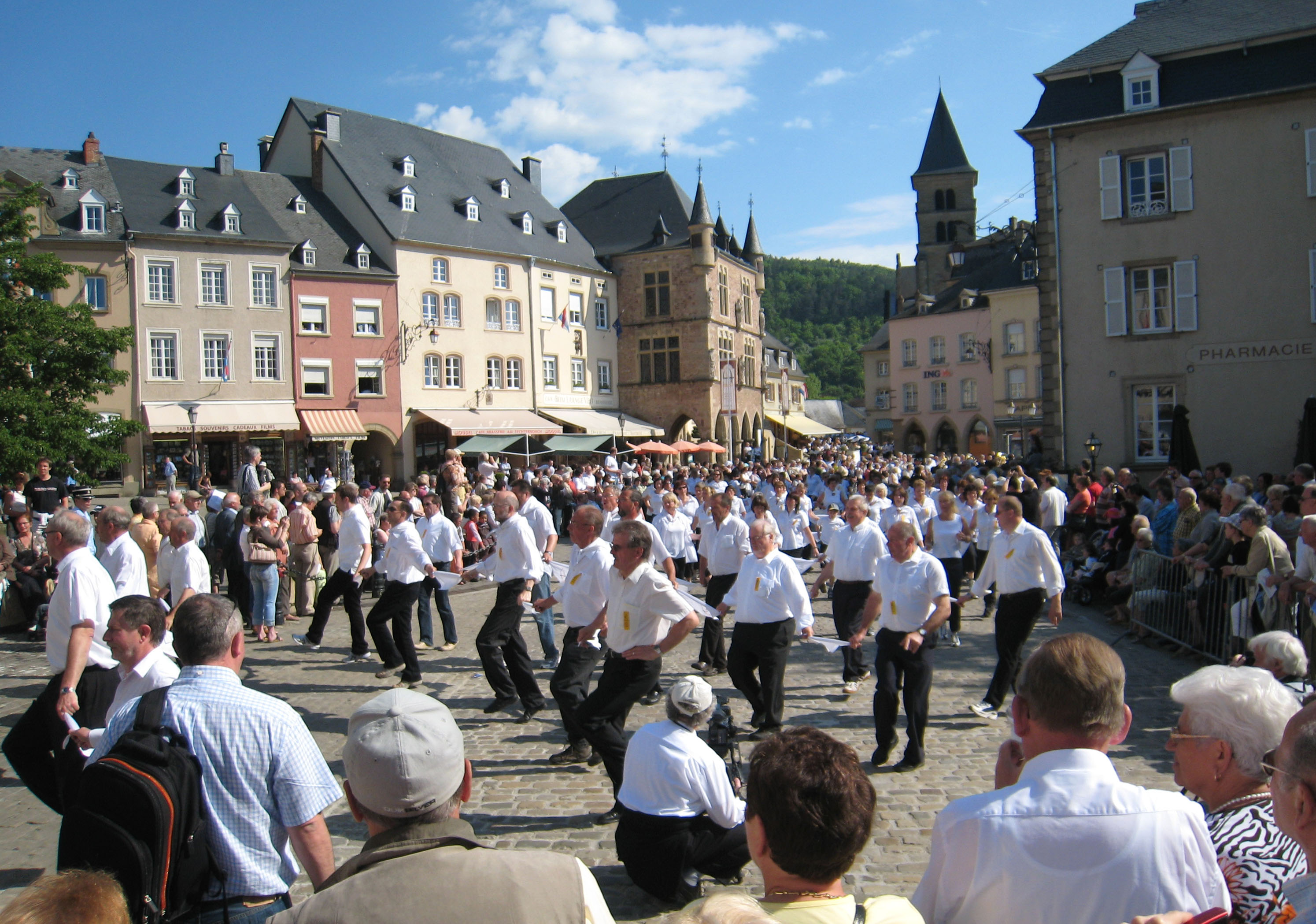
De processie in 2008

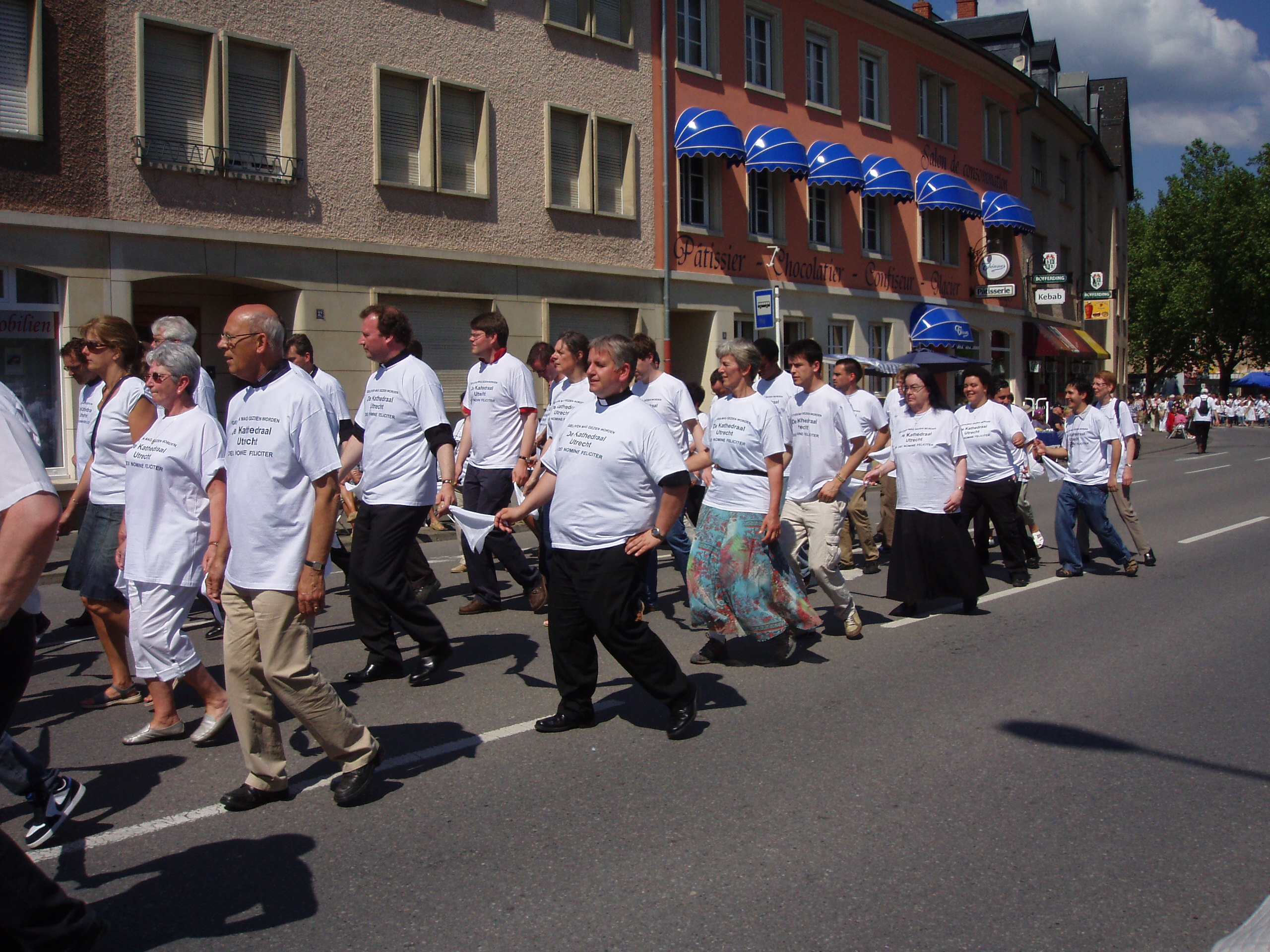
De processie in 2009

De Processie van Echternach is een optocht die elk jaar op de dinsdag na Pinksteren gehouden wordt in de Luxemburgse stad Echternach. Deze katholieke processie wordt al sinds de Middeleeuwen gehouden. In deze optocht wordt Sint-Willibrordus herdacht die in 698 de Abdij van Echternach stichtte. Sint-Willibrordus wordt door gelovigen gezien als genezer van de Saint-Guy-kwaal oftewel epilepsie.
De processie werd in 2010 opgenomen in de Orale en Immateriële werelderfgoedlijst van UNESCO.

## De processie
De optocht begint bij de brug over de rivier de Sûre, bij de lindeboom ter ere van Willibrord. Hier wordt een korte Heilige Mis gehouden. Vervolgens trekt de stoet eerst langs de linkeroever van het riviertje en daarna langs de rechteroever. Het oversteken van het riviertje wordt gezien als symbool van de overgang van het heidendom naar het christendom. Daarna wordt de weg vervolgd naar de Sint-Willibrordusbasiliek. De processiemars duurt circa twee uur.
Tijdens de optocht zijn de deelnemers met elkaar verbonden met witte zakdoeken en springen zij in de maat van de processiemars naar voren, afwisselend op hun linker- en rechtervoet. Dit werd in 1947 zo ingesteld omdat het voormalige ritme – drie stappen vooruit en twee achteruit – tot een chaotisch verloop zou hebben geleid.
Aangekomen bij de basiliek gaat de stoet naar binnen en danst rond de crypte van Sint-Willibrordus.

## Trivia
- De optocht wordt ook wel de Springprocessie of Dansprocessie genoemd.
- Als uitdrukking wordt "Processie van Echternach" gebruikt om te illustreren hoe een proces onnodig traag of inefficiënt kan verlopen: drie stappen voor-, twee achteruit.
- Sinds 2010 is de Echternachse Sprangprozession opgenomen op de Unesco-lijst van immaterieel erfgoed.

- Gemeinsame Normdatei: 4262531-2